# Predrag Matanović
Predrag Matanović (Sisak, 29. siječnja 1969. – poginuo pred Petrinjom 4. kolovoza 1995.) brigadir Hrvatske vojske, ratni zapovjednik u Domovinskom ratu.

## Domovinski rat
U prosincu 1990. godine dragovoljno se prijavljuje u postrojbe MUP-a RH. Osnivanjem Postrojbe za posebne namjene Policijske uprave Sisak u veljači 1991. godine postaje njen pripadnik. U Sisku je ustrojena od dijelova Postrojbe za posebne namjene PU Sisak 10. lipnja 1991. godine 2. pješačka bojna tadašnje 2. "A" brigade Zbora narodne garde Republike Hrvatske (2. gardijska brigada "Gromovi"). Predrag Matanović zbog već pokazane profesionalnosti, hrabrosti i moralnih odlika biva raspoređen na dužnost zapovjednika 1. pješačke satnije 2. pješačke bojne, a uskoro i na dužnost zamjenika zapovjednika bojne. Prva borbena iskustva stječe na Banovini, na području Gline, Dragotinaca, Kozibroda, Komareva, Blinjskog Kuta, Slane i Glinske Poljane. 
Tijekom Domovinskog rata osim Banovine sudjeluje u borbenim operacijama na dubrovačkom (operacija Tigar), zadarsko-novigradskom (obrana dostignutih pozicija u operaciji Maslenica i ličkom bojištu, te u vojno-redarstvenoj operaciji »Oluja«. Tijekom napada na neprijateljske borbene položaje na dubrovačkom bojištu u operaciji Tigar 1992. godine biva teško ranjen, ali se nakon liječenja vraća u postrojbu i uskoro postaje zapovjednik 2. pješačke bojne. Tijekom svih bojnih akcija i na svim bojištima isticao se nevjerojatnom hrabrošću, a njegova svaka borbena akcija bila je iznimni borbeni pothvat ili junački čin. Bio je istinski i cijenjeni vođa, izuzetno hrabar čovjek koji je volio pobjeđivati i volio pravičnost. Bio je moralna vertikala i uzor svakom ratniku. Uvijek u prvim redovima 2. gardijske brigade. Završio je temeljnu, a prije Oluje i naprednu časničku školu na Hrvatskom vojnom učilištu »Petar Zrinski« u Zagrebu. 
Poginuo je u vojno-redarstvenoj operaciji »Oluja« 4. kolovoza 1995. godine vodeći svoju postrojbu u napad na jednom od pravaca napada 2. gardijske brigade "Gromovi" u mjestu Koloniji, na ulazu u Petrinju. Na dan pogibije vodile su se teške borbe za svaki metar. Nakon prvog ranjavanja u ruku (snajperski hitac), drugo ranjavanje bilo je smrtonosno (geler od topničke granate). Po oslobođenju Petrinje, jedna petrinjska vojarna nazvana je po njegovom imenu, a u njoj je bila smještena i njegova 2. gardijska brigada.

## Činovi
- satnik
- bojnik
- pukovnik
- Posmrtno mu je dodijeljen čin brigadira pješaštva.

## Odlikovanja
Za svoj doprinos u Domovinskom ratu Matanović je dobio više odlikovanja i nagrada: 
- Red kneza Domagoja - za junački čin u ratu,
- Red Nikole Šubića Zrinskog - također za junački čin u ratu,
- Red bana Jelačića - za uspješno organiziranje i ustrojavanje postrojbi u Domovinskom ratu,
- Spomenica Domovinskog rata 1990. – 1992.,
- Red Petra Zrinskog i Frana Krste Frankopana,
- Medalja Oluja
- pohvala Predsjednika Republike Hrvatske,
- pohvala zapovjednika I. Zbornog Područja Oružanih Snaga RH,
- Zlatna plaketa »Grom«,
- te velikim brojem nagrada i pohvala više zapovjednika 2. gardijske brigade „Gromovi”.

## Spomen
- Spomen obilježje, petrinjsko naselje Kolonija[1]
- Ulica pukovnika Predraga Matanovića, Petrinja[2]
- Vojarna pukovnik Predrag Matanović, Petrinja[3]
- Kadetska bojna Predrag Matanović[4]
- Mural pukovnika Predraga Matanovića, Sisak[5]